# Bhawan Bahadur Nagar
Bhawan Bahadur Nagar é uma cidade e uma nagar panchayat no distrito de Bulandshahr, no estado indiano de Uttar Pradesh.

## Demografia
Segundo o censo de 2001, Bhawan Bahadur Nagar tinha uma população de 9327 habitantes. Os indivíduos do sexo masculino constituem 53% da população e os do sexo feminino 47%. Bhawan Bahadur Nagar tem uma taxa de literacia de 60%, superior à média nacional de 59.5%; a literacia no sexo masculino é de 72% e no sexo feminino é de 46%. 15% da população está abaixo dos 6 anos de idade.